# Serie C 1945-1946

Un documento della Lega Nazionale Alta Italia.

Il campionato di Serie C 1945-1946 fu un'edizione speciale del torneo italiano di calcio di terzo livello.
Le distruzioni lasciate dalla guerra costrinsero la FIGC ad organizzare campionati con formule eccezionali. Tutti i campionati furono spezzati fra le due parti del paese, e in particolare il campionato di Serie C fu rigidamente separato in due leghe, una del Nord ed una del Centro-Sud, totalmente indipendenti: per questo motivo la manifestazione, pur essendo pienamente efficace nei suoi esiti, non viene usualmente ricompresa nelle statistiche storiche. In più, la Lega Nazionale Alta Italia decise, per motivi contingenti, di non far disputare questo campionato alle sue migliori società della categoria, ma di aggregarle alla Serie B, creando un terzo gruppo di squadre di C. Anche in questa stagione c'è l'assenza delle rappresentanti della Sardegna, il cui movimento calcistico rimane forzatamente confinato all'interno del territorio regionale.

## Serie Mista B e C Alta Italia
Un primo gruppo di squadre di Serie C aventi sede nell'Italia settentrionale e scelte tra le più prestigiose, le più ricche, le più rappresentative e le più danneggiate dal cessato regime fascista, furono iscritte dalla Lega Nazionale Alta Italia ad un torneo misto con le squadre di Serie B. Tale abbinamento avrebbe dovuto essere solo transitorio, essendo il regolamento abbastanza chiaro: le società di C che avessero raggiunto il girone finale della cadetteria sarebbero state promosse di diritto in B qualunque formula si fosse escogitata per il 1946, mentre le altre squadre sarebbero rientrate di massima quasi tutte nella loro categoria di merito.

### Partecipanti
Furono 25 le società di Serie C che nell'Alta Italia furono scelte per giocare con le squadre cadette, e vennero ripartite nei tre raggruppamenti del torneo.

#### Girone A
- Biellese
- Casale
- Cuneo
- Piacenza
- Pro Vercelli
- Sestrese
- Vigevano
- Vogherese

#### Girone B
- Como
- Crema
- Gallaratese
- Lecco
- Legnano
- Mantova
- Pro Sesto
- Seregno
- Trento

#### Girone C
- Cesena
- Forlì
- Panigale
- Parma
- Reggiana
- SPAL
- Suzzara
- Treviso

### Verdetti
- Vigevano e Reggiana promosse di diritto in Serie B.
- In realtà poi la FIGC decise di prolungare tale assetto dei campionati, e le squadre rimanenti continuarono ad essere abbinate alla cadetteria, ad eccezione delle ultime classificate di ogni girone: il Cuneo, il Trento e il Panigale.

## Serie C Alta Italia
Delle squadre ammesse al terzo campionato gestito dalla Lega Nazionale Alta Italia di Milano, almeno la metà provenivano dall'ultima edizione del campionato di Serie C.

Le restanti, valutati i titoli sportivi acquisiti nell'ultimo campionato che ogni società aveva disputato prima o durante l'inizio della guerra, provenivano dai campionati di Prima Divisione degli ex Direttori Regionali di Zona e perciò in molte per la prima volta erano ammesse a disputare un campionato di Serie C.

Fra queste, alcune quali Speranza Savona, Parma Vecchia, Petrarca e Falck beneficiarono del parere positivo espresso dalla Commissione presieduta dall'Avvocato Giovanni Mauro che riconobbe loro dei torti subiti dal passato regime fascista.

Altre, invece che non avevano alcun titolo per iscriversi a questo campionato, furono ammesse perché essendo in regola con gli adempimenti finanziari richiesti e fu approvata la loro richiesta di ammissione dopo aver ritenuto idoneo l'impianto sportivo avente almeno le misure minime ammesse per la categoria ovvero 90 metri di lunghezza per 50 di larghezza. A differenza del Sud, comunque, il diverso titolo sportivo non condizionava il conseguimento dei risultati finali in palio, tutte le società essendo indifferentemente candidate alla promozione.

### Partecipanti

#### Girone A
- Ampelea
- Cormonese
- Edera
- Isonzo Turriaco
- Itala
- Monfalconese
- Pieris
- Ponziana
- Pro Cervignano
- Ronchi
- Sagrado
- S.A.I.C.I. Torviscosa
- Sant'Anna

#### Girone B
- Bassano
- Belluno
- Feltrese
- Giorgione
- Marzotto Valdagno
- Mestrina
- Montebelluna
- Pordenone
- Pro Mogliano
- Pro Rovigo
- Sandonà
- Schio
- Thiene
- Vittorio Veneto

#### Girone C
- Audace
- Bolzano
- Cologna Veneta
- Gonzaga
- Legnago
- Lonigo
- Parma Vecchia
- Petrarca
- Sambonifacese
- Pro Italia Correggio
- Trancerie Mossina
- Villafranca

#### Girone D
- Acqui
- Aosta
- Asti
- Divisione Cremona
- Fossanese
- Ivrea
- Piemont
- Pinerolo
- Saluzzo
- Saviglianese
- Speranza[4]
- Veloces Biella
- Volpianese

#### Girone E
- Audace Osnago
- Cantù
- Caratese
- Mariano Comense
- Meda
- Monza
- Pavia
- Pro Lissone
- Sondrio
- Tiranese
- Vimercatese
- Vis Nova

#### Girone F
- Amatori Besozzo
- Calciatori Bustesi
- Falck
- Gattinara
- Mortara
- Parabiago
- Pirelli
- Rhodense
- Saronno
- ENAL Redaelli
- Sommese
- Sparta

#### Girone G
- Ardens
- Breda
- Cassano
- Clarense
- Falco
- Gerli
- Melzo
- Orceana
- Pro Palazzolo
- Pro Romano
- Trevigliese
- Vita Nova

#### Girone H
- Codogno
- Derthona
- Fidenza
- Fiorenzuola
- Medese
- Melegnanese
- Olubra
- Pro Broni
- Sant'Angelo
- Soresinese
- Stradellina
- Trinese

#### Girone I
- Amatori Bologna
- Baracca Lugo
- Bondenese
- Carpi
- Centese
- Faenza
- Finale Emilia
- Imolese F. Zardi
- Mirandolese
- Ravenna
- Riccione
- Rimini

### Gironi semifinali

#### Girone A
|  |    | Serie C Alta Italia 1945-1946 gir. semif. A | Pt | G | V | N | P | GF | GS |
|  | -- | ------------------------------------------- | -- | - | - | - | - | -- | -- |
|  | 1. | Mestrina                                    | 7  | 4 | 3 | 1 | 0 | 16 | 3  |
|  | 2. | Cormonese                                   | 5  | 4 | 2 | 1 | 1 | 9  | 3  |
|  | 3. | Legnago                                     | 0  | 4 | 0 | 0 | 4 | 3  | 22 |
|  |    |                                             |    |   |   |   |   |    |    |

Legenda:
      Ammesso alle finali promozione.
Note:
Due punti a vittoria, uno a pareggio, zero a sconfitta.

#### Girone B
|  |    | Serie C Alta Italia 1945-1946 gir. semif. B | Pt | G | V | N | P | GF | GS |
|  | -- | ------------------------------------------- | -- | - | - | - | - | -- | -- |
|  | 1. | Asti                                        | 12 | 8 | 6 | 0 | 2 | 17 | 15 |
|  | 2. | Stradellina                                 | 10 | 8 | 4 | 2 | 2 | 23 | 15 |
|  | 3. | Vimercatese                                 | 8  | 8 | 4 | 0 | 4 | 10 | 15 |
|  | 4. | Parabiago                                   | 7  | 8 | 3 | 1 | 4 | 17 | 13 |
|  | 5. | Melzo                                       | 3  | 8 | 1 | 1 | 6 | 9  | 18 |
|  |    |                                             |    |   |   |   |   |    |    |

Legenda:
      Ammesso alle finali promozione.
Note:
Due punti a vittoria, uno a pareggio, zero a sconfitta.

### Finali promozione
|          | Risultati |          | Luogo e data            |
| -------- | --------- | -------- | ----------------------- |
| Asti     | 0 - 0     | Mestrina | Asti, 21 luglio 1946    |
| Mestrina | 7 - 2     | Asti     | Venezia, 28 luglio 1946 |
|          |           |          |                         |

Legenda:
      Promosso in Serie B 1946-1947.
Note:
Due punti a vittoria, uno a pareggio, zero a sconfitta.

## Lega Nazionale Centro-Sud
Nell'Italia centro-meridionale la prima bozza della struttura della nuova Serie C fu tracciata nell'assemblea federale organizzata da Ottorino Barassi a Roma il 10 luglio 1945. Preso atto della decisione della società di B di unirsi alla Serie A, le squadre di terza serie decisero a loro volta di organizzare un torneo misto coi migliori sodalizi delle leghe regionali, così come avvenuto dopo la fine della guerra conclusasi, in quelle zone, già nel 1944. Fino a questo momento infatti, il torneo era concepito come non vincolante, un'altra stagione di transizione sulla base della quale scegliere liberamente i club per la ripresa della normale attività agonistica a partire dal 1946.
La situazione cambiò quando giunse nella capitale la notizia che il Settentrione si era invece attrezzato per un'annata sì particolare, ma assegnante regolari titoli sportivi di ascesa e discesa. Il progetto originale subì quindi un'evoluzione per equipararlo a quello del Nord, ed in più rafforzare la proposta di sdoppiamento definitivo della Serie B in modo da assegnare a ciascuna delle due parti del paese una promozione fissa in A per ogni stagione. Il regolamento definitivo venne dunque stilato dalla Lega Nazionale Centro-Sud del presidente Alberto Valentini, e prevedeva la promozione di tutti i vincitori dei sei gironi interregionali fra cui erano suddivise le 80 partecipanti al torneo, a condizione però che si trattasse di società di categoria e non ospiti dalle leghe regionali. Per prevenire illeciti sportivi furono anche ristabilite le retrocessioni, cui sarebbero andate incontro tutte le squadre ultime classificate e, in ogni caso, quelle piazzatesi oltre l'undicesimo posto in graduatoria.

### Partecipanti

#### Girone A
- Arezzo
- Carrarese
- Empoli
- Grosseto
- Lucchese
- Montevarchi
- Orbetello
- Pisa
- Pistoiese
- Pontedera
- Prato
- Sangiovannese
- Le Signe
- Viareggio

#### Girone B
- Fano
- Ascoli
- Chieti
- Foligno
- Giulianova
- Gubbio
- Maceratese
- Perugia
- Portorecanati
- Sambenedettese
- Urbino
- Vigor Senigallia
- Virtus Spoleto
- Vis Sauro Pesaro

#### Girone C
- Albala
- BPD Colleferro
- Civita Castellana
- Civitavecchiese
- Avezzano
- Italia Libera
- Juventus Roma
- L’Aquila
- Ternana
- Tivoli
- Trastevere
- Trionfale Roma
- Vaccarezza Rieti
- Viterbo

#### Girone D
- Avellino
- Benevento
- Casertana
- Ercolanese
- Frattese
- Gladiator
- Ilva Bagnolese
- Nocerina
- Portici
- Potenza
- Scafatese
- Stabia
- Ilva Torrese

#### Girone E
- Arsenale Taranto
- Audace Taranto
- Barletta
- Brindisi
- Castellana
- Foggia
- Franco Baldassarre
- Lecce
- Liberty
- Molfetta
- Pro Italia
- Trani
- Vastese

#### Girone F
- Catanese Elefante
- Catanzaro
- Cosenza
- Crotone
- Gazzi (Messina)
- Leoni (Palermo)
- Leonzio
- Messina
- Reggina
- Siracusa
- Termini
- Virtus Catania

### Ripescaggi
Un ripensamento del format della Serie B per la stagione seguente, in cui si decise di creare un vero e proprio campionato meridionale di seconda serie, portò poi al ripescaggio in massa da parte della FIGC di numerose altre società, né più né meno di quanto era accaduto in precedenza al Nord. Nell'Assemblea federale del 16 maggio 1946 si delegò la Lega Nazionale Centro-Sud ad individuare dodici squadre non aventi diritto da includere in Serie B. Nel suo responso del 9 luglio la Lega indicò innanzitutto, per equità rispetto a quanto avvenuto al Nord, le finaliste della Serie C 1942-1943 tranne il Catania nel frattempo fallito, e in secondo luogo privilegiò le regioni tradizionalmente dotate di sodalizi competitivi, diffusi sul territorio, e soprattutto finanziariamente solidi: la Toscana e la Puglia. Un ultimo ritocco lo diede infine la stessa Federcalcio che nel corso del Consiglio Federale del 12 luglio ripescò altri due club delle stesse regioni.